# (457) Alleghenia

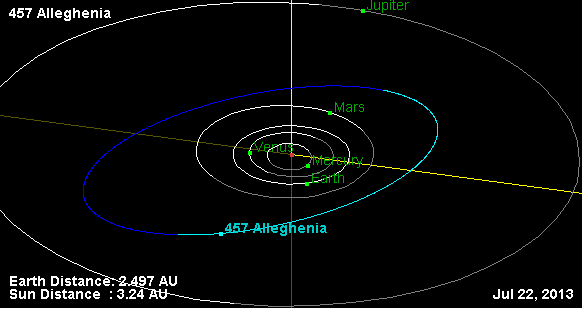
Orbita asteroidy 457

(457) Alleghenia – planetoida z pasa głównego asteroid okrążająca Słońce w ciągu 5 lat i 158 dni w średniej odległości 3,09 j.a. Została odkryta 15 września 1900 roku w Landessternwarte Heidelberg-Königstuhl w Heidelbergu przez Maxa Wolfa i Arnolda Schwassmanna. Nazwa planetoidy pochodzi od Allegheny Observatory, części Departamentu Fizyki i Astronomii na Uniwersytecie w Pittsburghu. Przed jej nadaniem planetoida nosiła oznaczenie tymczasowe (457) 1900 FJ.